# Кадо, Михаил Михайлович
Михаил Михайлович Кадо (пол. Michał Kado; 1768—1823) — военный инженер, архитектор, доктор философии, педагог, профессор архитектуры Варшавского университета.

## Биография
Михаил Кадо родился в 1768 году в городе Варшаве (по другим данным родился 9 (20) сентября) 1765 года); по происхождению он был француз, сын чиновника варшавского магистрата. Учился в иезуитской школе в Варшаве. 

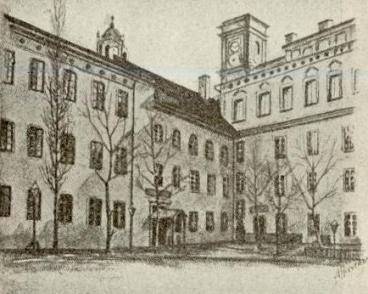
Главная виленская школа

В 1783 году Кадо поступил в корпус артиллерии; в 1794 году он был произведен в чин капитана и сеймом удостоен звания шляхтича Польши. Затем Кадо поступил на службу к князю Франтишеку Сапеге архитектором, а в 1799 году по конкурсу получил должность адъюнкта гражданской архитектуры в Главной литовской (виленской) школе (ныне Вильнюсский университет); кроме того он преподавал в этой школе рисование топографических карт и планов и фортификацию по им же составленной программе. 
В 1810 году Михаил Михайлович Кадо оставил преподавание в Главной виленской школе и поступил в корпус инженеров герцогства Варшавского. По поручению князя Иосифа Иосифовича Понятовского он определял границы краковского округа с разделением на уезды. 
В 1811 году М. М. Кадо производил постройки укреплений в Модлине, в 1812 году устраивал укрепления под Рогачевом в Могилевской губернии; в 1813 году устраивал первую линию укреплений под Дрезденом. 
В 1816 году Михаил Михайлович Кадо был назначен на должность шефа артиллерии и инженерии при правительственной комиссии в Кракове, а в 1818 году уволен в запас с чином майора. 
В 1821 году он был приглашен на должность профессора гражданской архитектуры в Варшавский университет. Кадо написал на польском языке несколько сочинений по строительному искусству; большая часть их при жизни автора осталась в рукописи.
Михаил Михайлович умер 30 апреля (12 мая) 1823 года и был погребён на кладбище Старые Повонзки.